# Монастырь Святых Ульриха и Афры (Аугсбург)
Монастырь святых Ульриха и Афры (нем. Kloster Sankt Ulrich und Afra) — бывшее бенедиктинское имперское аббатство, находившееся в городе Аугсбург, Бавария, Германия. Аббатство было посвящено святым Ульриху и Афре.

## История
Монастырь бенедиктинцев в Аугсбурге был основан в начале XI века на месте церкви V—VI века, посвящённой святой Афре Аугсбургской. Данная церковь была кафедральным собором епархии Аугсбурга. Между 1006—1012 гг. князь-епископ Аугсбурга выделил часть кафедрального собора бенедиктинцам, прибывшим из аббатства, находившегося в городе Тегернзе. В 1577 году между бенедиктинцами и епископом Аугсбурга начался конфликт, касавшийся права собственности на церковь. Правовой конфликт разрешился в 1633 году в пользу бенедиктинцев. Монастырь был распущен в 1802 году. Нескольким монахам было разрешено остаться на территории бывшего аббатства. В 1805 году в монастыре находился французский военный госпиталь. Некоторые монахи умерли от инфекций, остальные покинули монастырь и переселились в частный дом. В 1807 году монастырь был преобразован в военные казармы, которые находились здесь до 1944 года, когда бывший монастырь был частично разрушен во время бомбардировок. Руины монастыря были разобраны в 1968—1971 гг. и в 1975 году на месте монастыря были построены различные административные постройки епархии Аугсбурга. Бывший кафедральный собор, находившийся на территории аббатства, сохранился в хорошем состоянии.
В настоящее время в церковной крипте хранятся мощи святых Ульриха и Афры.